# Monday James
Monday James (Lagos, 19 oktober 1986) is een Nigeriaans voormalig voetballer die doorgaans speelde als centrale verdediger. Tussen 2002 en 2014 was hij actief voor Bendel Insurance, Bayelsa United en Hammarby IF.

## Carrière
James speelde in eigen land voor Bendel Insurance en Bayelsa United. In november 2008 vertrok de verdediger op huurbasis naar Hammarby IF. De Zweedse club nam hem voor vijf maanden over en hij speelde negen duels voor de club. Na afloop van de huurperiode werd James definitief overgenomen door Hammarby. Hij tekende een tweejarige verbintenis bij de club. In juni 2011 maakte de Nigeriaan bekend dit contract met twee extra jaren te verlengen. Maar later werd bekend dat James toch in januari 2014 zou gaan vertrekken uit Zweden, waarop hij besloot op achtentwintigjarige leeftijd een punt te zetten achter zijn actieve loopbaan.